# Dejan Milosavljev
Dejan Milosavljev (Pančevo, 16 de marzo de 1996) es un jugador de balonmano serbio que juega de portero en el Füchse Berlin. Es internacional con la selección de balonmano de Serbia.

## Palmarés

### RK Vardar
- Liga de Campeones de la EHF (1): 2019
- Liga de Macedonia del Norte de balonmano (1): 2019
- Liga SEHA (1): 2019

### Füchse Berlin
- Liga Europea de la EHF (1): 2023
- Liga de Alemania de balonmano (1): 2025

## Clubes
| Club          | País                | Año         |
| ------------- | ------------------- | ----------- |
| RK Jugović    | Serbia              | 2011 - 2017 |
| RK Partizan   | Serbia              | 2017 - 2018 |
| Lekhwiya SC   | Catar               | 2017        |
| RK Vardar     | Macedonia del Norte | 2018 - 2019 |
| Füchse Berlin | Alemania            | 2019 - Act. |